# Liste der Bodendenkmäler in Alerheim
Auf dieser Seite sind die Bodendenkmäler in der schwäbischen Gemeinde Alerheim zusammengestellt. Diese Tabelle ist eine Teilliste der Liste der Bodendenkmäler in Bayern. Grundlage ist die Bayerische Denkmalliste, die auf Basis des Bayerischen Denkmalschutzgesetzes vom 1. Oktober 1973 erstmals erstellt wurde und seither durch das Bayerische Landesamt für Denkmalpflege geführt wird. Die folgenden Angaben ersetzen nicht die rechtsverbindliche Auskunft der Denkmalschutzbehörde.

## Bodendenkmäler der Gemeinde Alerheim

### Alerheim
| Lage                                | Objekt | Akten-Nr.     | Bild           |
| ----------------------------------- | --- | ------------- | -------------- |
| Alerheim Schloss 2 (Standort)       | Burgruine Alerheim Höhensiedlung des Neolithikums, der Hallstatt- und Latènezeit, Körpergräber vor- und frühgeschichtlicher oder mittelalterlicher Zeitstellung sowie Befunde des Mittelalters und der frühen Neuzeit im Bereich der Burgruine Alerheim. | D-7-7129-0169 | weitere Bilder |
| Alerheim (Standort)                 | Siedlung des Neolithikums, der Bronzezeit und der Urnenfelderzeit. | D-7-7129-0172 |                |
| Alerheim (Standort)                 | Grabhügel vorgeschichtlicher Zeitstellung. | D-7-7129-0173 |                |
| Alerheim (Standort)                 | Freilandstation des Paläolithikums und des Mesolithikums, Siedlung der Linearbandkeramik und der Hallstattzeit, Grabhügel vorgeschichtlicher Zeitstellung.                                                                                               | D-7-7129-0174 |                |
| Alerheim (Standort)                 | Freilandstation des Mittelpaläolithikums, Siedlung des Neolithikums, der Bronzezeit, Urnenfelderzeit, und Hallstattzeit. | D-7-7129-0176 |                |
| Alerheim (Standort)                 | Siedlung des Neolithikums, der Urnenfelderzeit, der Hallstattzeit und der römischen Kaiserzeit sowie Körpergräber frühgeschichtlicher Zeitstellung. | D-7-7129-0178 |                |
| Alerheim (Standort)                 | Straße der römischen Kaiserzeit. | D-7-7129-0179 |                |
| Alerheim (Standort)                 | Siedlungen des Neolithikums, der Hallstattzeit, der Latènezeit und der römischen Kaiserzeit sowie Grabhügel vorgeschichtlicher Zeitstellung. | D-7-7129-0328 |                |
| Alerheim (Standort)                 | Siedlung des Neolithikums, der Hallstatt-, Latène- und römischen Kaiserzeit. | D-7-7129-0330 |                |
| Alerheim (Standort)                 | Siedlung der Hallstatt- und der Frühlatènezeit. | D-7-7129-0383 |                |
| Alerheim (Standort)                 | Siedlung der Linearbandkeramik sowie der Bronzezeit, Urnenfelderzeit und Hallstattzeit. | D-7-7129-0407 |                |
| Alerheim (Standort)                 | Siedlungen der Vorgeschichte, unter anderem der Hallstattzeit. | D-7-7129-0408 |                |
| Alerheim (Standort)                 | Siedlung vor- und frühgeschichtlicher Zeitstellung. | D-7-7129-0409 |                |
| Alerheim (Standort)                 | Siedlung des älteren Neolithikums, der Bronzezeit, Hallstatt- und Latènezeit. | D-7-7129-0410 |                |
| Alerheim (Standort)                 | Freilandstation des Mesolithikums, Siedlung der Latènezeit. | D-7-7129-0412 |                |
| Alerheim (Standort)                 | Siedlung der Hallstattzeit. | D-7-7129-0413 |                |
| Alerheim (Standort)                 | Freilandstation des Paläolithikums und Mesolithikums; Siedlung des Neolithikums sowie der Bronzezeit, Urnenfelderzeit und Hallstattzeit. | D-7-7129-0414 |                |
| Alerheim (Standort)                 | Siedlung der Steinzeit, der Urnenfelderzeit und Hallstattzeit sowie des frühen Mittelalters. | D-7-7129-0415 |                |
| Alerheim (Standort)                 | Siedlung der Hallstattzeit. | D-7-7129-0416 |                |
| Alerheim (Standort)                 | Siedlung des Jungneolithikums und der Hallstattzeit. | D-7-7129-0418 |                |
| Alerheim (Standort)                 | Siedlung der jüngeren Latènezeit. | D-7-7129-0496 |                |
| Alerheim (Standort)                 | Freilandstation des Mesolithikums, Siedlung der Latènezeit. | D-7-7129-0497 |                |
| Alerheim (Standort)                 | Gräber der frühen Neuzeit. | D-7-7129-0583 |                |
| Alerheim (Standort)                 | Siedlung der Hallstattzeit. | D-7-7129-0585 |                |
| Alerheim Hauptstrasse 58 (Standort) | Pfarrkirche St. Stephan Mittelalterliche und frühneuzeitliche Befunde im Bereich der Evangelisch-Lutherischen Pfarrkirche St. Stephan in Alerheim und ihrer Vorgängerbauten.                                                                             | D-7-7129-0586 | weitere Bilder |
| Alerheim (Standort)                 | Siedlung der Urnenfelderzeit und Hallstattzeit. | D-7-7129-0623 |                |
| Alerheim (Standort)                 | Körpergräber des Mittelalters oder der frühen Neuzeit. | D-7-7129-0678 |                |
| Alerheim (Standort)                 | Körpergräber des Mittelalters oder der frühen Neuzeit. | D-7-7129-0679 |                |
| Alerheim (Standort)                 | Siedlung der römischen Kaiserzeit, Körpergräber des Mittelalters oder der frühen Neuzeit. | D-7-7129-0680 |                |
| Alerheim (Standort)                 | Siedlung der Hallstattzeit. | D-7-7129-0681 |                |

### Appetshofen
| Lage                   | Objekt                                                           | Akten-Nr.     | Bild |
| ---------------------- | ---------------------------------------------------------------- | ------------- | ---- |
| Appetshofen (Standort) | Siedlung des Neolithikums, der Bronzezeit und der Hallstattzeit. | D-7-7129-0349 |      |
| Appetshofen (Standort) | Siedlung des Neolithikums und der Hallstattzeit.                 | D-7-7129-0350 |      |

### Bühl i.Ries
| Lage                                  | Objekt | Akten-Nr.     | Bild           |
| ------------------------------------- | --- | ------------- | -------------- |
| Bühl i.Ries (Standort)                | Brandgräber der Urnenfelderzeit, Siedlung des Neolithikums und der Latènezeit.                                                                              | D-7-7129-0243 |                |
| Bühl i.Ries (Standort)                | Siedlung vor- und frühgeschichtlicher Zeitstellung. | D-7-7129-0244 |                |
| Bühl i.Ries (Standort)                | Grabhügel vorgeschichtlicher Zeitstellung, Gräber der Frühbronze-, Urnenfelderzeit und Latènezeit, Siedlung der Altheimer Kultur und der frühen Bronzezeit. | D-7-7129-0246 |                |
| Bühl i.Ries Am Kirchberg 6 (Standort) | Pfarrkirche St. Maria Mittelalterliche und frühneuzeitliche Befunde im Bereich der Evangelisch-Lutherischen Pfarrkirche St. Sigismund in Bühl im Ries.      | D-7-7129-0589 | weitere Bilder |
| Bühl i.Ries (Standort)                | Villa rustica der römischen Kaiserzeit. | D-7-7130-0007 |                |

### Enkingen
| Lage                | Objekt | Akten-Nr.     | Bild |
| ------------------- | --- | ------------- | ---- |
| Enkingen (Standort) | Siedlung des Neolithikums, darunter der Linearbandkeramik, der Bronzezeit, der Urnenfelderzeit, der Latènezeit und der römischen Kaiserzeit; Viereckschanze der Spätlatènezeit. | D-7-7129-0109 |      |

### Grosselfingen
| Lage                     | Objekt | Akten-Nr.     | Bild |
| ------------------------ | --- | ------------- | ---- |
| Grosselfingen (Standort) | Siedlung des Neolithikums, der Bronzezeit, der Hallstattzeit, der späten Latènezeit und der römischen Kaiserzeit. | D-7-7129-0075 |      |
| Grosselfingen (Standort) | Siedlung der Linearbandkeramik, der Hallstattzeit und der Latènezeit.                                             | D-7-7129-0175 |      |

### Heroldingen
| Lage                   | Objekt                                     | Akten-Nr.     | Bild |
| ---------------------- | ------------------------------------------ | ------------- | ---- |
| Heroldingen (Standort) | Grabhügel vorgeschichtlicher Zeitstellung. | D-7-7129-0251 |      |

### Huisheim
| Lage                | Objekt                                              | Akten-Nr.     | Bild |
| ------------------- | --------------------------------------------------- | ------------- | ---- |
| Huisheim (Standort) | Siedlung vor- und frühgeschichtlicher Zeitstellung. | D-7-7130-0081 |      |

### Rudelstetten
| Lage                                           | Objekt | Akten-Nr.     | Bild           |
| ---------------------------------------------- | --- | ------------- | -------------- |
| Rudelstetten (Standort)                        | Siedlung vor- und frühgeschichtlicher Zeitstellung. | D-7-7129-0222 |                |
| Rudelstetten (Standort)                        | Siedlung vor- und frühgeschichtlicher Zeitstellung. | D-7-7129-0223 |                |
| Rudelstetten (Standort)                        | Siedlung vor- und frühgeschichtlicher Zeitstellung. | D-7-7129-0224 |                |
| Rudelstetten (Standort)                        | Siedlung vor- und frühgeschichtlicher Zeitstellung. | D-7-7129-0225 |                |
| Rudelstetten (Standort)                        | Siedlung vorgeschichtlicher Zeitstellung. | D-7-7129-0226 |                |
| Rudelstetten (Standort)                        | Grabhügel vorgeschichtlicher Zeitstellung. | D-7-7129-0295 |                |
| Rudelstetten (Standort)                        | Siedlung des Neolithikums, der Bronzezeit und der Latènezeit. | D-7-7129-0449 |                |
| Rudelstetten (Standort)                        | Grabhügel vorgeschichtlicher Zeitstellung. | D-7-7129-0517 |                |
| Rudelstetten (Standort)                        | Siedlung der Bronzezeit und der Latènezeit. | D-7-7129-0591 |                |
| Rudelstetten Sankt-Ulrich-Straße 21 (Standort) | Pfarrkirche St. Ulrich Mittelalterliche und frühneuzeitliche Befunde im Bereich der Evangelisch-Lutherischen Pfarrkirche St. Ulrich in Rudelstetten und ihrer Vorgängerbauten. | D-7-7129-0592 | weitere Bilder |
| Rudelstetten (Standort)                        | Grabhügel vorgeschichtlicher Zeitstellung. | D-7-7130-0002 |                |

### Schrattenhofen
| Lage                      | Objekt                           | Akten-Nr.     | Bild |
| ------------------------- | -------------------------------- | ------------- | ---- |
| Schrattenhofen (Standort) | Straße der römischen Kaiserzeit. | D-7-7129-0240 |      |

### Wörnitzostheim
| Lage                                        | Objekt | Akten-Nr.     | Bild           |
| ------------------------------------------- | --- | ------------- | -------------- |
| Wörnitzostheim (Standort)                   | Station des Paläo- und Mesolithikums, Siedlung des Neolithikums, der Bronzezeit, Urnenfelderzeit und Latènezeit.                                                       | D-7-7129-0189 |                |
| Wörnitzostheim (Standort)                   | Verebneter Burgstall des Mittelalters. | D-7-7129-0190 |                |
| Wörnitzostheim (Standort)                   | Siedlung des Neolithikums, Villa rustica der römischen Kaiserzeit. | D-7-7129-0193 |                |
| Wörnitzostheim (Standort)                   | Siedlung des Alt- und Mittelneolithikums; Grabhügel vorgeschichtlicher Zeitstellung.                                                                                   | D-7-7129-0194 |                |
| Wörnitzostheim (Standort)                   | Straße der römischen Kaiserzeit. | D-7-7129-0195 |                |
| Wörnitzostheim (Standort)                   | Siedlung vorgeschichtlicher Zeitstellung. | D-7-7129-0327 |                |
| Wörnitzostheim (Standort)                   | Siedlung vorgeschichtlicher Zeitstellung. | D-7-7129-0384 |                |
| Wörnitzostheim (Standort)                   | Siedlung des Mittel- und Endneolithikums sowie der Bronzezeit, Urnenfelderzeit, Hallstatt- und Latènezeit.                                                             | D-7-7129-0385 |                |
| Wörnitzostheim (Standort)                   | Siedlung des Neolithikums sowie der Bronzezeit, Hallstatt- und Latènezeit.                                                                                             | D-7-7129-0386 |                |
| Wörnitzostheim (Standort)                   | Freilandstation des Mesolithikums. | D-7-7129-0594 |                |
| Wörnitzostheim Wörnitzostheim 42 (Standort) | Pfarrkirche St. Maria und Anna Mittelalterliche und frühneuzeitliche Befunde im Bereich der Evangelisch-Lutherischen Pfarrkirche St. Maria und Anna in Wörnitzostheim. | D-7-7129-0595 | weitere Bilder |
| Wörnitzostheim (Standort)                   | Siedlung der Bronzezeit. | D-7-7129-0682 |                |